# Krasnopresnenskaja
Krasnopresnenskaja (Russisch: Краснопресненская, uitspraakⓘ) is een station aan de Koltsevaja-lijn van de Moskouse metro. Het station vormt het sluitstuk van de Koltsevaja-lijn (ringlijn) en werd op 14 maart 1954 geopend. Het toegangsgebouw ligt aan de zuidzijde van de perrons, de noordzijde van de perrons ligt onder de dierentuin van Moskou en kent een ondergrondse verbinding met station Barrikadnaja aan lijn 7. Aan de oostkant van het toegangsgebouw staat een van de zeven torens van Stalin, die in dit geval bestemd was als woontoren voor hoge partij functionarissen. Deze Koedrinskajatoren werd tegelijk met het station gebouwd. Het station zelf is een pylonenstation met als thema de twee revoluties in Rusland. In totaal zijn 14 bas-reliëfs aangebracht, waarvan acht de gebeurtenissen in 1905 en zes die in 1917 afbeelden. Vlak ten noorden van de perrons begint een verbindingsspoor naar het depot van de ringlijn.

## Galerij

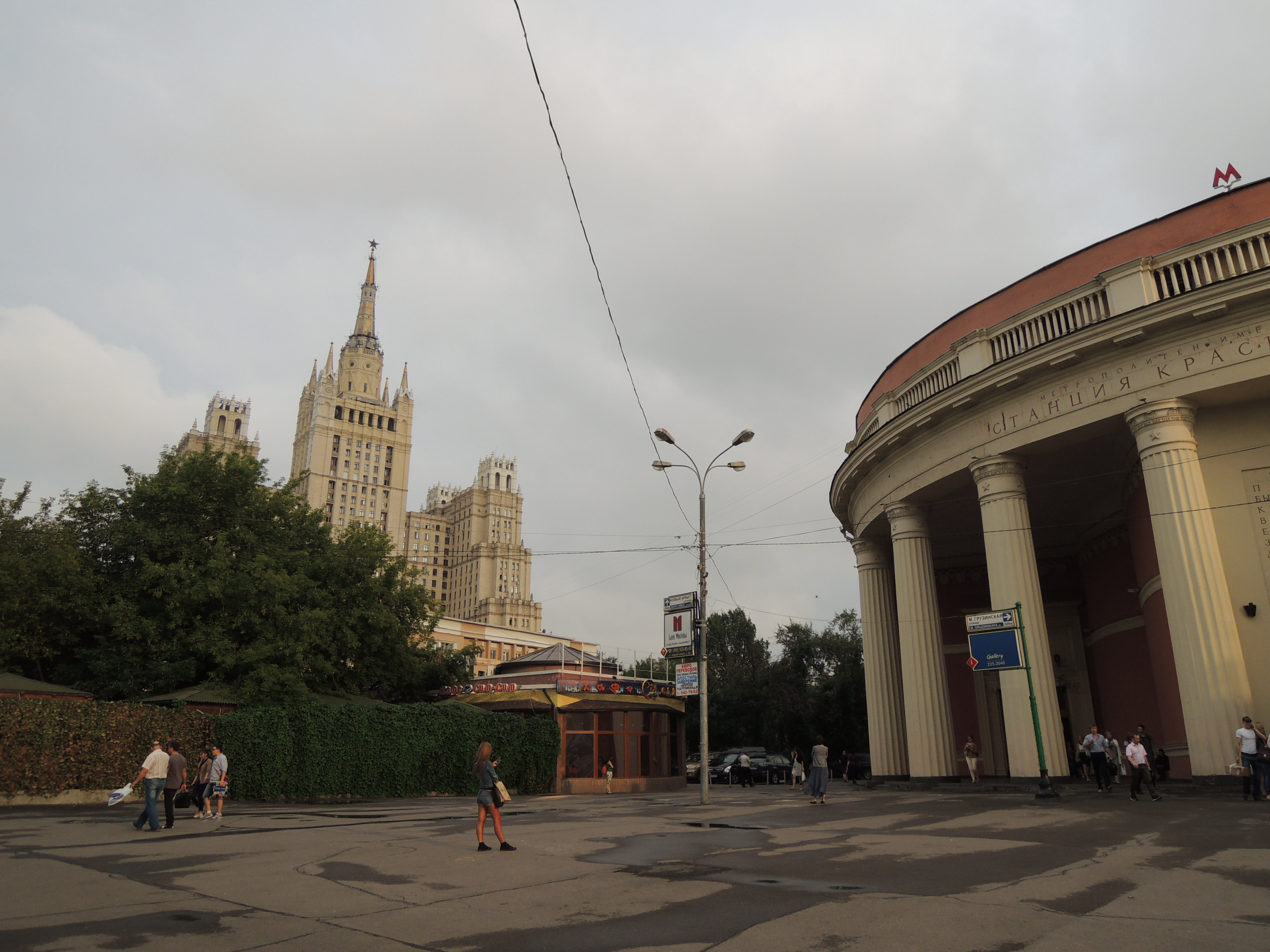
Het metrostation en de Koedrinskajatoren
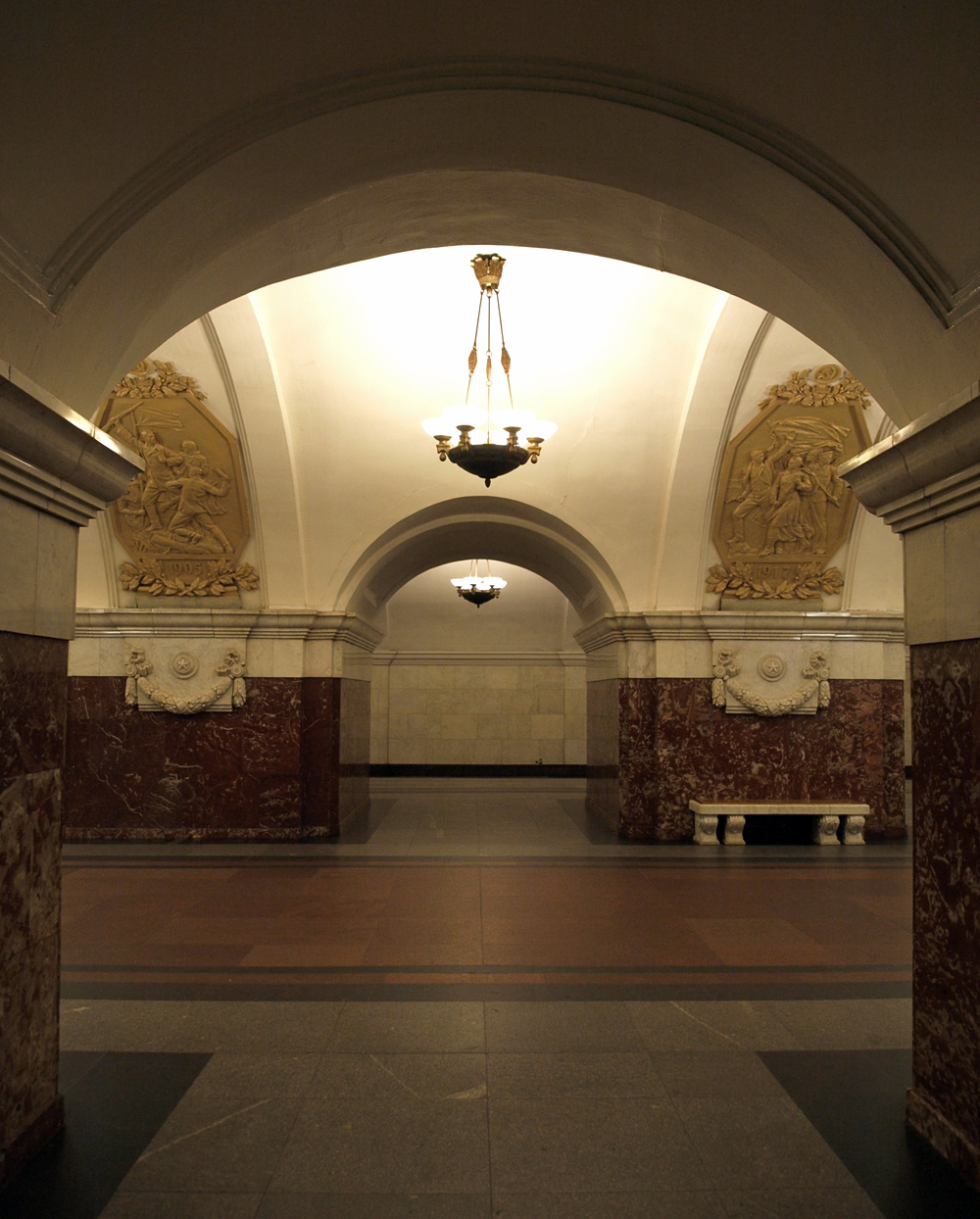
Doorkijk van het ene perron naar het andere en daartussen de middenhal
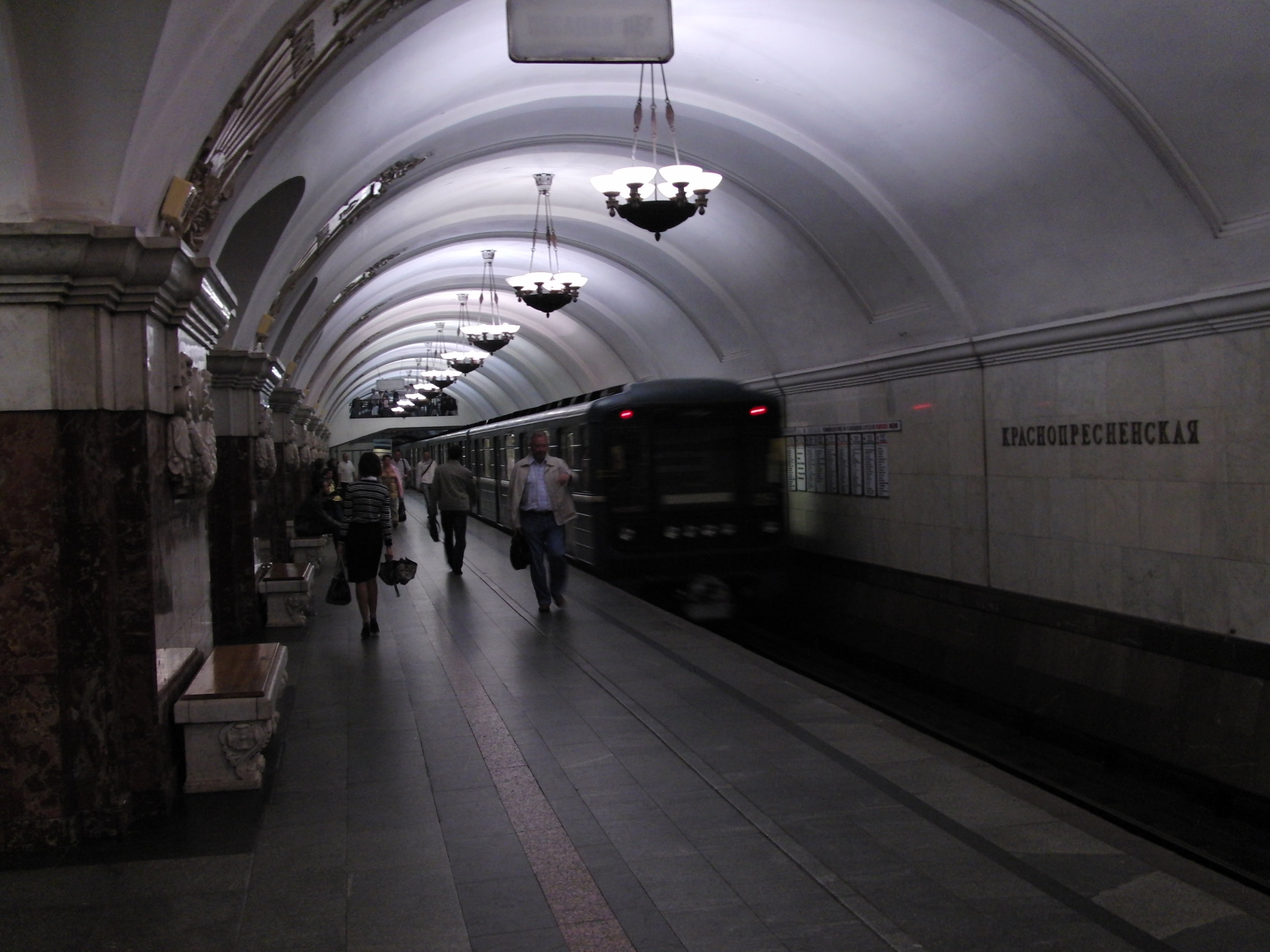
Metrotrein bij vertrek richting Beloroesskaja